# Rue du Corbeau (Bruxelles)
Pour les articles homonymes, voir Rue du Corbeau.
La rue du Corbeau (en néerlandais : Raafstraat) est une rue bruxelloise de la commune de Schaerbeek qui va de la chaussée de Helmet à la rue du Tilleul en passant par la rue Guido Gezelle, la rue Charles Van Lerberghe, la rue Docteur Élie Lambotte et la rue Stijn Streuvels.
La numérotation des habitations va de 1 à 131 pour le côté impair et de 2 à 130 pour le côté pair.
Corbeau est le nom vernaculaire porté par plusieurs espèces du genre Corvus. On utilise aussi ce terme par défaut pour toutes les espèces de ce genre qui portent un nom normalisé qui inclut le terme corbeau, corneille ou choucas.

## Adresses notables
- no 2 : Immeuble du Foyer Schaerbeekois
- nos 21-23 : anciennement cinéma Le Roxy
- nos 78-82 : Capitani Produits Électroniques
- nos 116-120 : Maisons du Foyer Schaerbeekois
- nos 122-124 : Immeubles du Foyer Schaerbeekois

## Galerie de photos

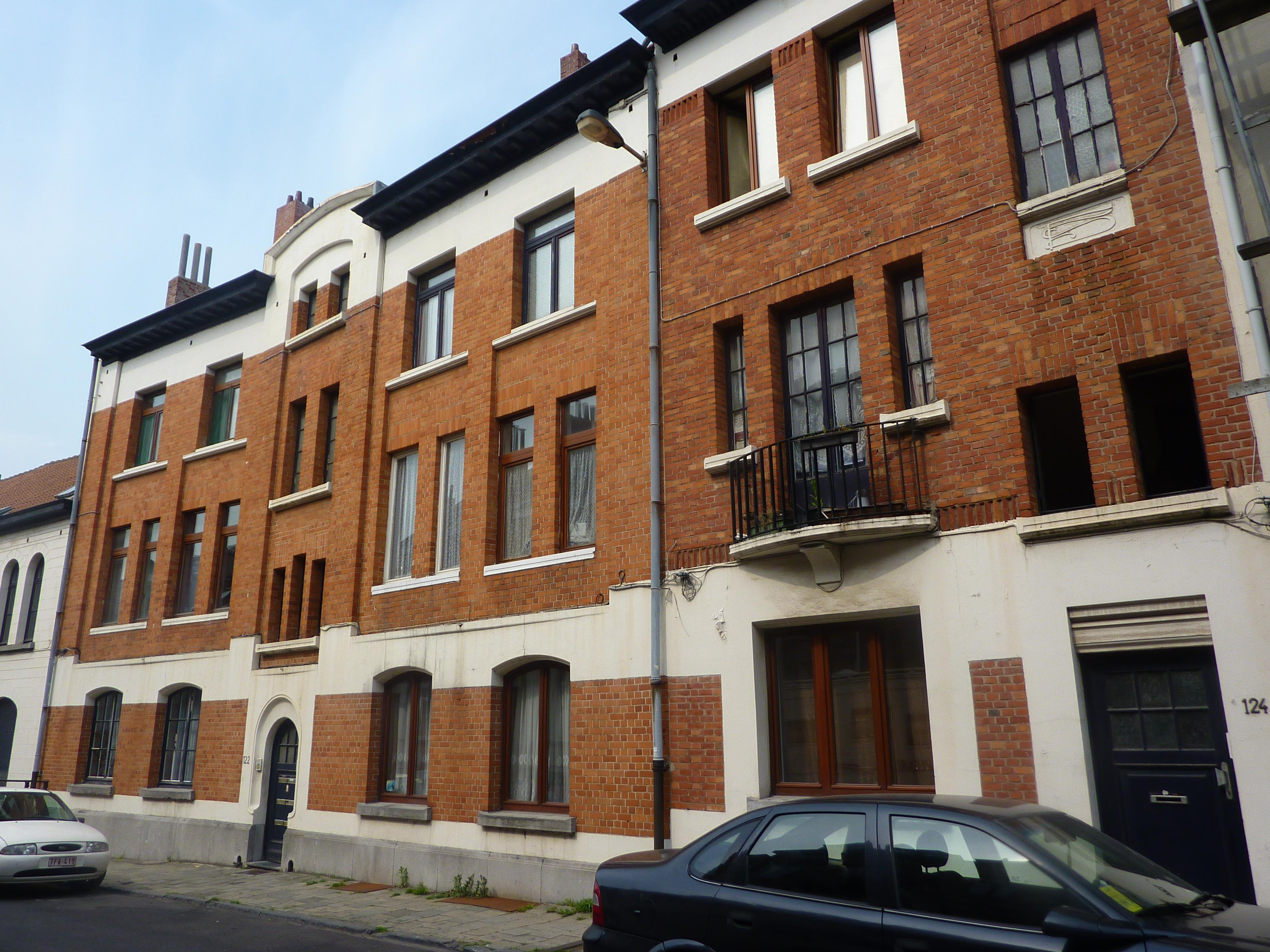
Le Foyer schaerbeekois rue du Corbeau
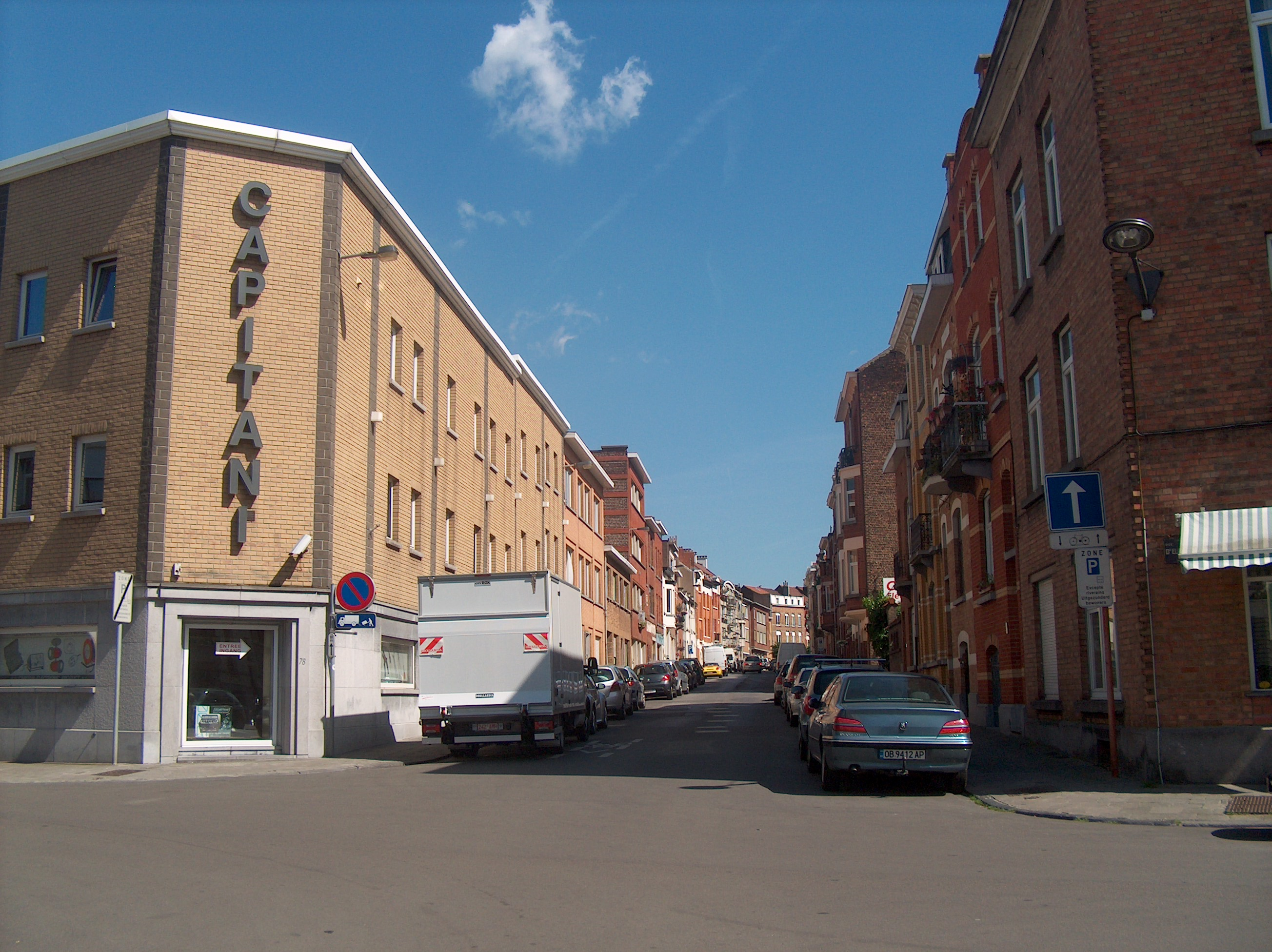
Capitani Produits Électroniques rue du Corbeau